# KT&G 상상아트홀
KT&G 상상아트홀은 KT&G 본사의 서울 강남구 대치동 KT&G타워 3층에 위치한 422석 규모의 소규모 공연장이다. 연극, 뮤지컬, 콘서트 등 다양한 장르의 공연이 열리고 있다. 2006년 11월 개관 되었다.

## 같이 보기
- KT&G 상상마당